# Petrobrasaurus
Petrobrasaurus (лат.) — род ящеротазовых динозавров из семейства Saltasauridae инфраотряда завропод, живших во время позднемеловой эпохи (89,3—83,5 млн лет назад) на территории современной Аргентины. Типовой и единственный вид — Petrobrasaurus puestohernandezi.

## История изучения
Впервые окаменелости были найдены в начале XXI века компанией Petrobras на нефтяном месторождении Пуэсто Эрнандес (Puesto Hernández), расположенном близ города Ринкон-де-лос-Саусес (Rincón de los Sauces). Осенью 2006 и весной 2007 года скелеты были раскопаны экспедициями Музея Ринкон-де-лос-Саусеса, Национального университета Комауэ и Университета города Сарагоса.
Вид назван и описан в 2011 году палеонтологами Леонардо Филиппи, Хосе Игнасио Канудо, Родольфо Гарсия, Альберто Гарридо, Леонардо Сальгадо, Игнасио Серда и Алехандро Отеро. Родовое название дано в честь нефтяной компании Petrobras за её постоянное сотрудничество в поддержании и сохранении палеонтологического наследия в районе раскопок. Видовое название относится к нефтяному месторождению Пуэсто Эрнандес.

## Описание
Голотип MAU-Pv-PH-449 был найден в провинции Неукен, в геологической формации Плоттьер (Plottier Formation) относящейся к сантонскому веку. Он состоит из фрагментарного скелета без черепа, включающий шейные, спинные и хвостовые позвонки (в том числе фрагментарные), правую плечевую кость, правая и левая грудные пластины (англ. sternal plate), четыре пястные кости, правая и левая бедренные кости, неполная левая большеберцовая кость, дистальный конец правой большеберцовой кости, фрагмент ножки подвздошной кости (англ. iliac peduncle), левая лобковая кость, фрагменты шевронов, спинные рёбра, фрагменты шейных ребра и неопределённые остатки.
Кости принадлежат одной особи и обнаружены на территории площадью 60 м².
Petrobrasaurus — достаточно большой завропод длиной около 20 метров и высотой более 4 метров. Плечевая кость составляет 1,2 метра в длину, длина бедра — 157 сантиметров.

## Систематика
Кладистический анализ 2011 года относил род не дальше чем в кладу Titanosauria. Petrobrasaurus по общему строению очень похож на Mendozasaurus, члена клады Lognkosauria. Согласно этому анализу новый вид с рядом других титанозаврид расположен в основании филогенетического древа клады Eutitanosauria. В 2013 году род был перемещён в семейство Saltasauridae.